# Дамбартон (Вирџинија)
Дамбартон (енгл. Dumbarton) насељено је место без административног статуса у америчкој савезној држави Вирџинија.

## Демографија
По попису из 2010. године број становника је 7.879, што је 1.205 (18,1%) становника више него 2000. године.
| Група             | 2000.         | 2010.         |
| Белци             | 3.937 (59,0%) | 3.202 (40,6%) |
| Афроамериканци    | 1.931 (28,9%) | 2.567 (32,6%) |
| Азијати           | 376 (5,6%)    | 477 (6,1%)    |
| Хиспаноамериканци | 273 (4,1%)    | 1.468 (18,6%) |
| Укупно            | 6.674         | 7.879         |